# Paracelsus (film)
Paracelsus är en tysk dramatiserad biografifilm från 1943 i regi av Georg Wilhelm Pabst. Den handlar om alkemisten, mystikern och läkaren Paracelsus, här gestaltad av Werner Krauss. Filmens regissör Pabst gjorde motvilligt filmen på order av Joseph Goebbels. Mot slutet av 1930-talet hade han planerat att gå i exil i USA, men blivit påkommen vid ett besök i Österrike och tvingad tillbaka till Tyskland. Han hade tidigare, under Weimarrepubliken, regisserat filmer som Västfronten 1918 (1930) och Kamratskap (1931) som var tydliga verk för pacifism, men tvingades nu regissera en tidstypisk tysk biografifilm med subtil nationalsocialistisk propaganda.

## Rollista
- Werner Krauss - Paracelsus
- Harry Langewisch - Pfefferkorn
- Annelies Reinhold - Renata Pfefferkorn
- Mathias Wieman - Ulrich von Hutten
- Fritz Rasp - Magister
- Peter Martin Urtel - Johannes
- Herbert Hübner - von Hohenreid
- Josef Sieber - Bilse, tjänare
- Rudolf Blümner - Froben
- Hilde Sessak - servitris
- Franz Schafheitlin - Erasmus von Rotterdam
- Victor Janson - borgmästare
- Karl Skraup - kirurg
- Erich Dunskus - gästgivare
- Franz Stein - läkare